# Sinningia insularis
Sinningia insularis là một loài thực vật có hoa trong họ Tai voi. Loài này được (Hoehne) Chautems miêu tả khoa học đầu tiên năm 1990.